# Harm Janssen (GPV)
Harm Janssen (Laaghalerveen, 15 mei 1947 – Staphorst, 21 september 1992) was een Nederlands politicus van het GPV.
Harm Jansen werd geboren als boerenzoon in een Drents buurtschap wat destijds behoorde tot de gemeente Beilen. Rond 1970 werd hij leraar geschiedenis op een school in het Noord-Hollandse Bloemendaal. In 1975 verhuisde hij naar Ten Boer en ging hij geschiedenisles geven bij de gereformeerde Johannes Kapteyn-mavo in Groningen en vanaf 1982 was hij daar waarnemend-directeur. Daarnaast was hij actief in de lokale politiek. Zo was Janssen vanaf 1982 gemeenteraadslid en wethouder in Ten Boer tot hij in april 1989 benoemd werd tot burgemeester van Staphorst. Die vacature was ontstaan door het overlijden in augustus 1988 van burgemeester Frans Niemeijer die daar 10 jaar die functie vervuld had. Begin 1992 ging Janssen met ziekteverlof en in september van dat jaar overleed hij op 45-jarige leeftijd.